# Namungo FC
Namungo Football Club w skrócie Namungo FC – tanzański klub piłkarski grający w tanzańskiej pierwszej lidze, mający siedzibę w mieście Lindi.

## Występy w afrykańskich pucharach
| Sezon     | Rozgrywki           | Runda    | Kraj             | Klub                  | Dom | Wyjazd | Dwumecz |
| --------- | ------------------- | -------- | ---------------- | --------------------- | --- | ------ | ------- |
| 2020/2021 | Puchar Konfederacji | wstępna  | Sudan Południowy | Al-Rabita FC          | 3–0 | –      |         |
| 2020/2021 | Puchar Konfederacji | 1        | Sudan            | El Hilal SC El Obeid  | 2–0 | 3–3    | 5–3     |
| 2020/2021 | Puchar Konfederacji | play-off | Angola           | CD Primeiro de Agosto | 1–3 | 6–2    | 7–5     |
| 2020/2021 | Puchar Konfederacji | gr. D    | Maroko           | Raja Casablanca       | 1–3 | 0–3    | 1–6     |
| 2020/2021 | Puchar Konfederacji | gr. D    | Egipt            | Pyramids FC           | 0–2 | 0–1    | 0–3     |
| 2020/2021 | Puchar Konfederacji | gr. D    | Zambia           | Nkana FC              | 0–1 | 0–1    | 0–2     |

## Stadion
Domowe mecze klub rozgrywa na stadionie o nazwie Majaliwa Stadium w Ruangwie. Stadion może pomieścić 2000 widzów.

## Reprezentanci kraju grający w klubie od 2017 roku
Stan na styczeń 2023.
| - Frank Domayo - Mohamed Mo Ibrahim - Shiza Kichuya - Lucas Kikoti - Kalos Kirenge - Abdulaziz Makame - Edward Charles Manyama - David Mapigano - Abdulrazack Mohamed - Deo Bonaventure Munishi - Reliants Mwakasugule - Stephano Mwasika | - Omari Nyenje - Amani Peter - Vicent Philipo - Haruna Ramadhan Shamte - Mbaraka Yusuph - Blaise Birigimana - Éric Kwizera - Jonathan Nahimana - Steve Nzigamasabo - Jérôme Sima - Mohammed Juma |